# Персиваль Кин
«Персиваль Кин» (англ. Percival Keene) — детский приключенческий роман английского мореплавателя и писателя Фредерика Марриета, опубликованный впервые в 1842 году.
В центре сюжета судьба незаконнорождённого сына капитана английского флота, поступившего мичманом на корабль в период Наполеоновских войн и поднимающегося по служебной лестнице благодаря своему влиятельному отцу.

## Сюжет
В старом поместье семьи Версли «Мэделин Холл» возле Саутгемптона проживает одинокая женщина мисс Делмар, тётя графа Версли и капитана Делмара. Мисс Делмар приглашает осиротившую дочь управляющего Арабеллу Мэсон жить в её доме. Также в гости со своим слугой Беном Кином приезжает капитан Делмар, который предлагает Кину тайно жениться на Арабелле. Капитану удалось уладить конфликт с тётей, когда стало известно, что ко времени свадьбы невеста была на 6 месяце беременности. Позже она произвела на свет мальчика, которому дали имя в честь капитана и фамилию его слуги — Персиваль Кин.
Семья переехала в Чатем, поскольку Бену поступил приказ присоединиться к своему полку. Арабелла с помощью матери и сестры Амелии открыла магазин и библиотеку. Персиваль Кин стал известен в городе за свои розыгрыши над офицерами и гостями его тёти Амелии. Однако мать и бабушка возмущены его поведением и пристраивают мальчика в школу мистера О’Галлагера, кто применяет в обучении метод суровых телесных наказаний. Мистер О’Галлагер постоянно издевается над Персивалем, отбирая его ланч, поэтому мальчик отравил свои бутерброды коломелью. В Ночь Гая Фокса учитель отобрал у учеников все фейерверки, однако Персиваль зажёг их все так, что разрушилась школа и едва не погибли учителя.
Когда Персиваль подрос, появился капитан Делмар и предложил ему место на борту его нового военного корабля «Каллиопа». Готовясь к отплытию, мальчик слышит пересуды о своём происхождении и требует у матери ответа. Она признаётся, что его отцом является капитан.
В самом начале плавания Персиваля с некоторыми другими членами команды похищают чёрные пираты, которые прежде были рабами в США. Персиваль становится юнгой на их корабле и красит кожу, став похожим на мулата. Это радует капитана корабля, не одобряющего белокожих. Пираты стараются захватить суда работорговцев и убивают всех белых людей на борту. После захвата одного из таких судов Персивалю удаётся убедить капитана сохранить жизнь богатому голландскому купцу и его дочери Минни, с которой установится его переписка. В конце концов, «Каллиопа» захватывает пиратский корабль, а неузнанного из-за цвета кожи Персиваля берут в плен.
Персиваль завоёвывает уважение команды и эмоционально приветствуется капитаном Делмаром. Уважение Персиваля растёт за счёт проявленной отваги в боях с французскими и голландскими судами у острова Кюрасао. Также он заменяет в дуэли с французским офицером больного капитана Делмара, чем спасает его жизнь. Расстроганный этим поступком, капитан признаётся, что его старший сын погиб, и теперь титул лорда Версли принадлежит Персивалю. Перед возвращением в Англию капитан поручает ему командование собственной шхуной. После очередного удачного сражения с французским военным кораблём Персиваль произведён в капитаны.
Ближе к концу произведения Персивалю удаётся провести свой корабль через шторм, который погубил многих членов его команды и повредил судно. После спасения английским кораблём Персиваль получает извещение о смерти отца и наследовании всего его состояния. Однако, юноша расстроен, что не имеет права носить имя своего отца. Он отправляется со своим другом Бобом Кроссом в Гамбург повидаться с Минни, но по пути схвачен французами и приговорён к казни за шпионаж.
Во время стычки французов с казаками Персиваль и Боб сбегают и продолжают свой путь. Персиваль делает предложение Минни и получает письмо от адвоката, заверяющего права на наследство, титул и фамилию Делмаров.

## Создание
Повествование идёт от первого лица и стилистически близко к другому роману Марриета «Приключение Питера Симпла», который также рассказывает о жизни юного мичмана в годы Наполеоновских войн. «Приключение Питера Симпла» было опубликовано спустя десятилетие, во второй половине писательской карьеры Марриэта, которую многие критики считают переходным этапом к приключенческим книгам для юношества. «Персиваль Кин» также может относиться к воспитательным романам, демонстрирующим развитие и обучение героя с его 6 до 18 лет.
Прототипом капитана Делмара послужил лорд Томас Кокрейн, под началом которого 14-летний Марриет начинал свою морскую карьеру. Во время Наполеоновских войн он пережил множество различных стычек по всей Европе и позже был произведён в лейтенанты, а затем в командиры. Он разработал флаговую сигнальную систему «Кодекс Марриэта» и был первым выдающимся английским романистом после Тобиаса Смоллета, который в полной мере использовал свой богатый опыт на море.
Произведение Марриета высоко оценили позже известные писатели как Марк Твен, Джозеф Конрад и Эрнест Хэмингуэй. Критик Марк Спилка полагает, что «Персиваль Кин» послужил вдохновением для части рассказа Хэмингуэя «Недолгое счастье Фрэнсиса Макомбера».